# Grzbiet śródoceaniczny

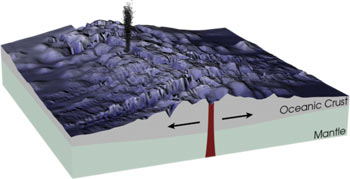
Przekrój grzbietu śródoceanicznego.

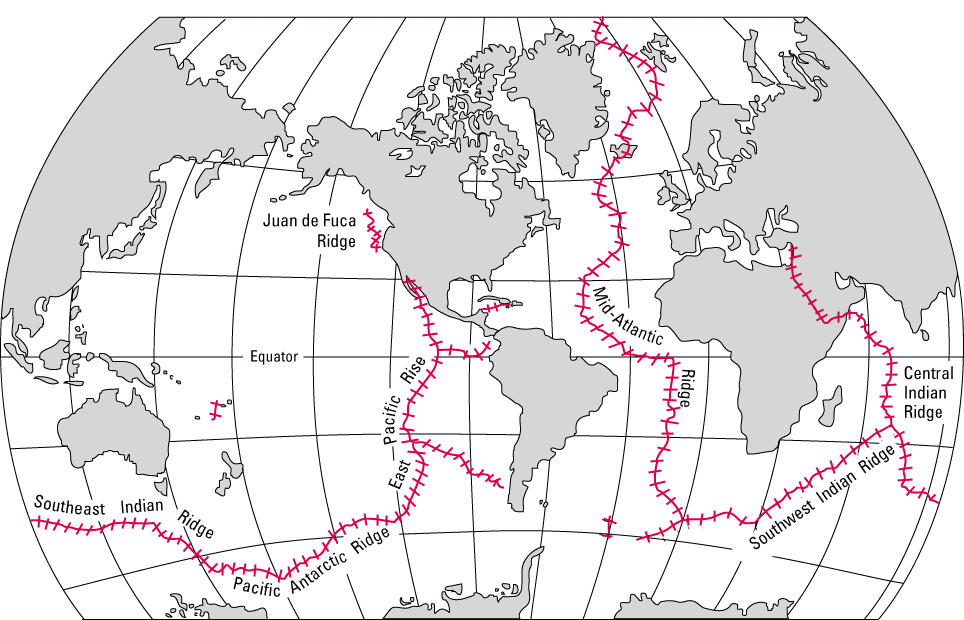
Grzbiety śródoceaniczne na świecie

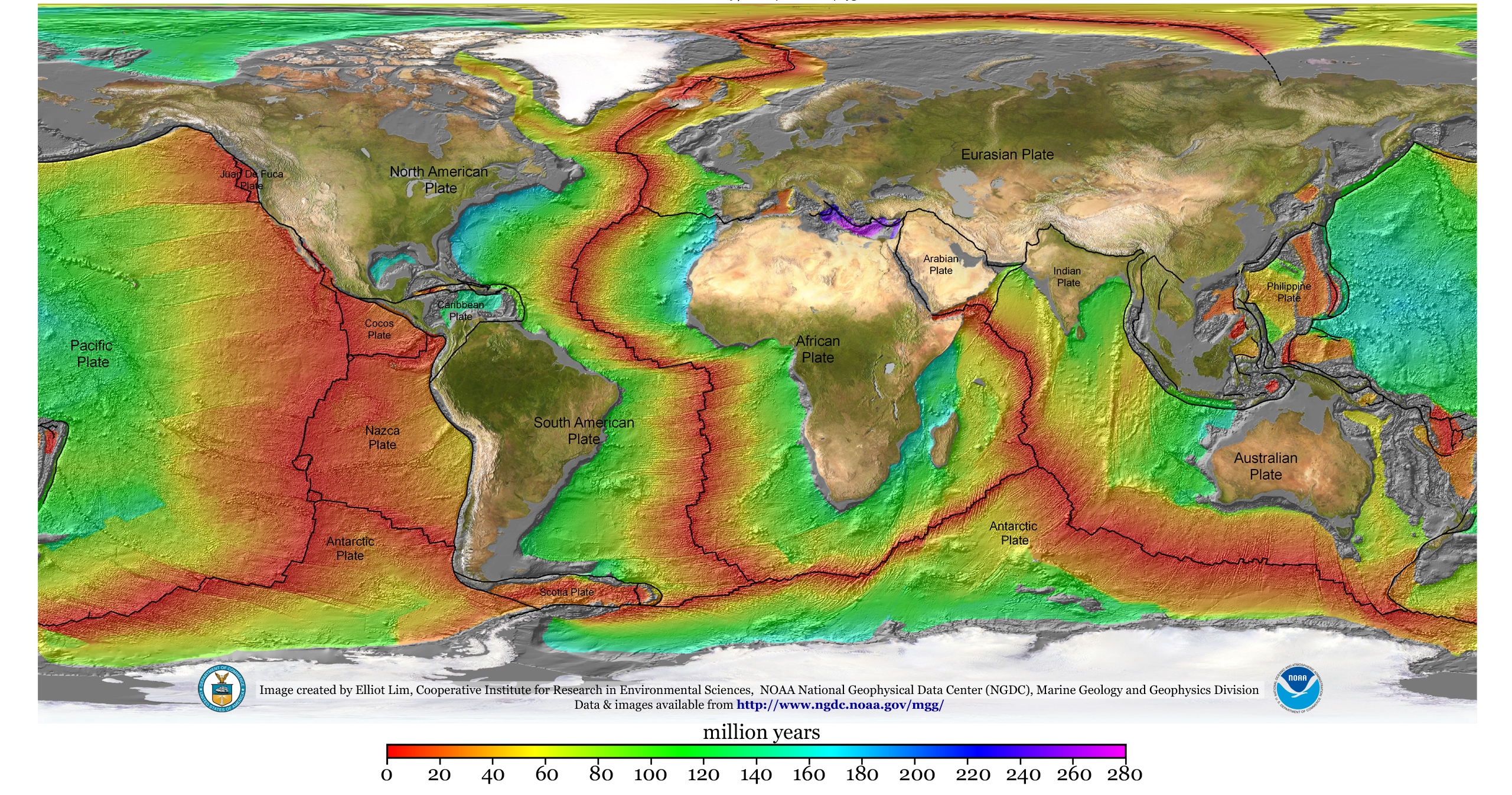
Wiek skorupy oceanicznej i granice płyt tektonicznych. Kolor czerwony oznacza najmłodszą skorupę, a niebieski i fioletowy najstarszą.

Grzbiet śródoceaniczny – silnie wydłużona, wypukła forma dna oceanicznego, o stromych stokach, położona zazwyczaj pośrodku oceanów, oddzielająca od siebie dwa baseny oceaniczne.  
Grzbiety śródoceaniczne są to największe struktury linijne na powierzchni Ziemi. Ich łączna długość wynosi ok. 80 000 km, a szerokość sięga tysięcy kilometrów. Grzbiety wznoszą się ok. 2 km ponad powierzchnię sąsiadującego dna oceanicznego, tzw. równiny abisalnej.
W centrum wielu z nich, wzdłuż całego grzbietu ciągnie się dolina ryftowa o szerokości od 1 do 50 km i głębokości od 100 m do 1-2 km. W dolinie ryftowej dochodzi do wylewów lawy oraz wyrzutów przegrzanej wody (kominy hydrotermalne). W miejsce rozchodzenia się dwóch płyt oceanicznych wdziera się materia bazaltowa, powodując powstawanie nowej skorupy oceanicznej i rozrost dna oceanicznego. Jest to tzw. strefa spreadingu, gdzie dwie płyty litosfery oddalają się od siebie. Wiek skorupy oceanicznej rośnie od doliny ryftowej na zewnątrz, w stronę kontynentów.
Grzbiety śródoceaniczne są zazwyczaj przerywane poprzecznymi lub skośnymi do ich rozciągłości uskokami transformującymi i poprzesuwane wzdłuż nich na dziesiątki, a nawet setki kilometrów.
Niektóre grzbiety śródoceaniczne oddalają się od siebie. Grzbiet Śródatlantycki oraz Grzbiety Arabsko-Indyjski i Środkowoindyjski w momencie powstania były oddzielone jedynie kontynentem afrykańskim. W miarę rozrostu skorupy oceanicznej odległość między nimi się zwiększa – obecnie poza Afryką oddziela je pół Atlantyku i ok. 1/3 Oceanu Indyjskiego.

## Ważniejsze grzbiety śródoceaniczne
- Ocean Spokojny: Pacyficzno-Antarktyczny, Australijsko-Antarktyczny, Wschodniopacyficzny, Chilijski, Explorer, Juan de Fuca, Gorda, Huntera, Południowofidżyjski, Tonga, Tubuai, Wooldark, Kiusiu-Palau, Środkowopacyficzny, Sala y Gomez.
- Ocean Atlantycki: Jan Mayen, Islandzki, Śródatlantycki (w tym: Reykjanes, Północnoatlantycki, Południowoatlantycki), Scotia (Południowoantylski).
- Ocean Arktyczny: Gakkela
- Ocean Indyjski: Afrykańsko-Antarktyczny, Zachodnioindyjski, Środkowoindyjski (w tym Arabsko-Indyjski), Adeński, Grzbiet Zachodnioaustralijski, Australijsko-Antarktyczny.

## Inne grzbiety
Niekiedy terminem „grzbiet śródoceaniczny” określa się formy, których powstanie nie jest związane ze spreadingiem dna oceanicznego, ale np. z przesuwaniem się płyty oceanicznej ponad tzw. plamą gorąca, jak w przypadku Grzbietu Hawajskiego i Grzbietu Cesarskiego lub z uskokiem transformacyjnym, jak w przypadku Grzbietu Macquarie, bądź z innymi wyniesieniami zbudowanymi ze skorupy oceanicznej lub kontynentalnej. W tym wypadku właściwym terminem jest „grzbiet podmorski”, a nie „grzbiet śródoceaniczny”.